# Tabaré Gómez Laborde
Tabaré Gómez Laborde   (La Paz, 21 d'agost de 1948 - Turdera, 4 de juliol de 2023), conegut amb el nom artístic de Tabaré, va ser un dibuixant, humorista i caricaturista uruguaià, autor de còmics, dibuixos animats i il·lustració de llibres. Conegut especialment a Llatinoamèrica per la seva tira Diógenes y el Linyera, publicada ininterrompudament des de 1977 al diari Clarí de Buenos Aires.

## Biografia
Nascut a la ciutat de La Paz (departament de Canelones) a l'Uruguai. Dibuixant autodidacta, va passar per diverses activitats laborals fins al seu ingrés en una agència de publicitat a Montevideo, aquesta feina va definir la seva carrera professional.
També va dibuixar per a les revistes de Montevideo: Despegue (1971), La Chacota (1972), La Bocha (1972) y Noticias (1976).
A partir de 1969 va començar a publicar treballs en mitjans de l'Argentina, país on vivia des de 1974. Va treballar amb diversos guionistes com Héctor García Blanco, Aquil·les Fabregat i Jorge Barale, entre d'altres.
Va morir a Turdera, Lomas de Zamora, a l'edat de setanta-quatre anys el 4 de juliol de 2023 de càncer de pàncrees.